# Eleccions legislatives luxemburgueses de 1984
Les eleccions legislatives luxemburgueses de 1984 se celebraren el 17 de juny de 1984, per a renovar els 60 membres de la Cambra de Diputats de Luxemburg. Va vèncer el Partit Popular Social Cristià del primer ministre Jacques Santer, qui ocupà el càrrec fins al 1995.

## Resultats
| ← Eleccions legislatives luxemburgueses, 1984 → |                                            |      |            |        |            |
| Partit                                          | Partit                                     | %    | Diferència | Escons | Diferència |
|                                                 | Partit Popular Social Cristià (CSV)        | 39,4 | -0,4       | 25     | +1         |
|                                                 | Partit Socialista dels Treballadors (LSAP) | 33,6 | +9,2       | 21     | +7         |
|                                                 | Partit Democràtic (DP)                     | 18,7 | -2,6       | 14     | -1         |
|                                                 | Els Verds                                  | 5,2  |            | 2      |            |
|                                                 | Partit Comunista de Luxemburg (KPL)        | 5,1  | -0,8       | 2      | =          |
|                                                 | Altres                                     | 0    | -8,1       | 0      | -2         |
| Total                                           | Total                                      |      |            | 64     | —          |
| Font: Centre Informatique de l'État             |                                            |      |            |        |            |